# جمالای شیرازی
جمالای شیرازی با نام کامل جمال بن ملک محمد شیرازی و معروف به جمالا از خوشنویسان صاحب‌نام ایران و هند در سده یازدهم هجری است.
جمالا برادر «شمسا» مشهور به بیتی است. او شعر می‌گفت و از کاتبان قرآن در قرن یازدهم هجری به‌شمار می‌آید. او خط نستعلیق را خوش می‌نوشت و شاگرد میر عماد خوشنویس بزرگ بود که پس از مرگ او از اصفهان به شبه قاره هند رفت و ملازمت امرای آن دیار را اختیار کرد و مدتی در آنجا بود و همان‌جا در گذشت.

## آثار
در کتابخانه کاخ گلستان تهران دو نمونه از خط او با رقم و تاریخ ۱۰۸۹هجری، ۱۰۹۶هجری موجود است که یکی از این دو، کتاب کشکول شیخ بهائی است.